# Tenda dos Milagres (romance)
Tenda dos Milagres é um romance do escritor brasileiro Jorge Amado, publicado em 1969. Esta obra serviu de base, ainda para adaptações, no cinema e na televisão, além de merecer traduções em alemão, árabe, búlgaro, espanhol, finlandês, francês, húngaro, inglês, italiano, russo e turco.

## Enredo
A ação passa-se na Tenda dos Milagres, a gráfica de Lídio Corró no Pelourinho na capital da Bahia, Salvador. Terra povoada por afro-brasileiros, que constituem a maioria da população local, e não obstante o preconceito racial de que sofrem, não deixa de se mostrar aguerrida na conquista do seu espaço na sociedade.
A Tenda dos Milagres serve de ponto de encontro entre pessoas ligadas ao candomblé e à capoeira de Angola. O candomblé constitui-se em pano de fundo, e Pedro Archanjo é o herói mestiço dessa história. Mulato com algum estudo, é protegido pelo professor da Faculdade de Medicina, Silva Virajá. "Jorge Amado nessa tenda de invenção e magia dá aos seus leitores as medidas vitais da importância do negro como elemento formador da cultura brasileira [...]".

## Personagens
Muitas das personagens de Amado foram baseadas em pessoas reais  - quando não as inseriu com os próprios nomes em suas obras. O rábula João Romão foi baseado em Cosme de Farias - um célebre defensor dos pobres em Salvador. O professor Silva Virajá era o médico também célebre Pirajá da Silva. O delegado Pedrito Gordo era o chefe de polícia Pedrito Gordilho, famoso por perseguir o candomblé e os capoeiristas.
Até o personagem principal, Pedro Archanjo, foi inspirado numa pessoa real, o negro Manuel Querino. Como no livro de Jorge Amado, Manuel Querino notabilizou-se por escrever vários livros de caráter antropológicos e étnicos (um deles sobre a culinária baiana e um outro, considerado muito importante, que traça a genealogia da elite branca de Salvador, mostrando a sua miscigenação com a raça negra).
O adversário intelectual de Pedro Arcanjo é Nilo Argolo, provavelmente inspirado na figura do médico e antropólogo brasileiro Nina Rodrigues que ficou conhecido por suas afinidades com as teorias racistas de Lombroso e outros.

## No cinema e na televisão
- O cineasta Nelson Pereira dos Santos realizou, em 1977, o filme Tenda dos Milagres.
- Tenda dos Milagres foi adaptado para a televisão em formato de minissérie apresentada pela Rede Globo em 1985.